# Хлопчики (фільм, 1982)
«Хлопчики» («Berniūkščiai») — радянський двосерійний телефільм 1982 року, знятий режисером Саулюсом Восілюсом на Литовському телебаченні.

## Сюжет
Фільм поставлений за мотивами творів А. Гайдара та розповідає про пригоди дітей під час Громадянської війни, про те, як вони допомагали пораненому комісару Червоної армії.

## У ролях
- Вігіндас Бєляускас — Дімка
- Донатас Гарніс — Валюкас
- Антанас Шурна — Сергєєв
- Адольфас Вечерскіс — Галвузас
- Сільвія Меляускайте — мати Дімки
- Томас Вайсета — поп
- Роландас Буткявічюс — роль другого плану
- Йонас Пакуліс — роль другого плану
- Гедимінас Гірдвайніс — роль другого плану
- Рімгаудас Карвяліс — роль другого плану
- Сігітас Рачкіс — червоноармієць
- Вітаутас Румшас — командир загону
- Йонас Брашкіс — червоноармієць
- Вітаутас Таукінайтіс — роль другого плану
- Саулюс Сіпайтіс — роль другого плану
- Арунас Сторпірштіс — роль другого плану
- Відас Петкявічюс — роль другого плану
- Еймутіс Бразюліс — роль другого плану
- Ервінас Пятярайтіс — роль другого плану
- Б. Наркявічене — роль другого плану
- Р. Грігас — роль другого плану
- К. Індзюлас — роль другого плану

## Знімальна група
- Режисер — Саулюс Восілюс
- Сценарист — Казіс Заленсас
- Оператор — Йонас Ботірюс
- Художник — Аугіс Кяпяжинскас